# Étienne Alain Djissikadié
Étienne Alain Djissikadié est un footballeur international gabonais né le 5 janvier 1977 à Franceville. Il évolue au poste de milieu offensif. 
Il remporte deux Ligue des champions africaine avec le TP Mazembe. Il gagne également le NDambo d'or 2013, qui récompense le meilleur joueur du championnat gabonais.
Avec l'équipe du Gabon, il participe à la Coupe d'Afrique des nations 2010.